# I Just Can’t Stop It
I Just Can’t Stop It – pierwszy album brytyjskiego zespołu The Beat. Został nagrany w 1980 i wydany w maju tego samego roku przez wytwórnię Go-Feet (w USA przez Sire i I.R.S. w tym samym roku (jako The English Beat). Producentem płyty był Bob Sargeant. Album zajął 3 pozycję na brytyjskiej liście przebojów.
W wersjach: holenderskiej, USA i kanadyjskiej (z 1980 roku) dodatkowo umieszczono utwory "Tears Of A Clown" (Hank Cosby, Smokey Robinson, Stevie Wonder) oraz "Ranking Full Stop" (Cambell).

## Lista utworów

### Str. A
1. "Mirror in the Bathroom" – 3:10
2. "Hands Off...She’s Mine" – 3:01
3. "Two Swords" – 2:19
4. "Twist & Crawl" – 2:35
5. "Rough Rider" (Cambell) – 4:52
6. "Click Click" – 1:28

### Str. B
1. "Big Shot" – 2:34
2. "Whine & Grine/Stand Down Margaret" – 3:51
3. "Noise in This World" – 2:19
4. "Can’t Get Used to Losing You" (Mort Shuman, Doc Pomus) – 3:04
5. "Best Friend" – 3:01
6. "Jackpot" (George Agard, Sydney Crooks, Jackie Robinson, The Beat) – 4:19

## Single z albumu
- "Tears of a Clown" (1979) UK # 6
- "Hands Off...She’s Mine" (1980) UK # 9
- "Mirror in the Bathroom" (1980) UK # 4
- "Twist & Crawl" (1980)

## Muzycy
- Dave Wakeling – gitara, wokal
- Ranking Roger – wokal
- Andy Cox – gitara
- David Steele – bas
- Everett Morton – perkusja
- Saxa – saksofon